# Torneio Internacional Cidade do Porto
O Clube Infante de Sagres, a mais antiga equipa de hóquei em patins do Porto e uma das pioneiras da modalidade em Portugal, organizou o Torneio Internacional "Cidade do Porto", no seu pavilhão. Para esta competição quadrangular. 
A Câmara do Porto presta apoio na divulgação do torneiro.

## Lista de Vencedores
| Ano  | Vencedor       | 2.º Lugar            | 3.º Lugar      | 4.º Lugar          |
| ---- | -------------- | -------------------- | -------------- | ------------------ |
| 2018 | UD Oliveirense | Sporting C. Portugal | RHC Diessbach  | CI Sagres          |
| 2017 | FC Porto       | Correggio Hockey     | UD Oliveirense | CI Sagres          |
| 2016 | FC Barcelona   | SL Benfica           | CI Sagres      | Juventude de Viana |
| 2015 | FC Porto       | Juventude de Viana   | CI Sagres      | Genéve RHC         |

### Internacional
- «Ligações ao Hóquei em todo o Mundo» Arquivado em 16 de março de  2010, no Wayback Machine.